# Cabralia teichii
Cabralia teichii là một loài bướm đêm trong họ Noctuidae.